# Lotononis flava
Lotononis flava är en ärtväxtart som beskrevs av Dummer. Lotononis flava ingår i släktet Lotononis och familjen ärtväxter. Inga underarter finns listade i Catalogue of Life.